# Listen (album van David Guetta)
Listen is het zesde studioalbum van de Franse DJ en producent David Guetta. Het is uitgebracht op 21 november 2014. De zangers en zangeressen die op het album staan zijn Sam Martin, Emeli Sandé, The Script, Nicki Minaj, John Legend, Nico & Vinz, Ryan Tedder, Sia, Magic!, Bebe Rexha, Ladysmith Black Mambazo, Ms. Dynamite, Elliphant, Birdy, Jaymes Young, Sonny Wilson, Vassy en Skylar Grey.
Verder zijn er personen geweest die als producent hebben meegewerkt aan het album, waaronder Avicii, Showtek, Giorgio Tuinfort, Afrojack, Nicky Romero en Stadiumx.
In 2015 kwam er een vernieuwde uitgave van het album, genaamd Listen Again. Hierop staan een aantal nieuwe toegevoegde nummers.

## Achtergrondinformatie
Listen is het vervolg op het uit 2011 komend commercieel succes Nothing But The Beat, waarvan vier miljoen exemplaren zijn verkocht. Volgens David Guetta is Listen zijn meest persoonlijke album tot dusver. Het weerspiegelt de echtscheiding met zijn ex-vrouw Cathy Guetta.
"Tot vandaag was ik bezig met veel nummers over geluk, liefde, wellustigheid en het hebben van een feest - het was eigenlijk mijn leven, wist je dat? En de laatste tijd is mijn persoonlijke leven een beetje moeilijker geworden, dus mijn album weerspiegelt dat ook, bijvoorbeeld bij de teksten en soort akkoorden. Ik heb dit nog nooit gedaan, want het ging mij er vooral om dat mensen konden dansen." 
Guetta zei ook dat hij zichzelf opnieuw wilde uitvinden met Listen. Hij wilde een andere kant van zichzelf laten zien, een kant die mensen nog niet van hem kende.
"Als je een beetje bovenaan de muziekscene staat, wat is er dan over, behalve dat je bang bent om te falen? Ik wil me nooit zo voelen, dus ik dacht dat de beste manier om dit te vermijden was om helemaal opnieuw te beginnen. Eerst startte ik altijd met het ritme en daarna met de tekst. Deze keer begon ik met piano, stem en gitaar en daarna produceerde ik het lied. Ik heb echt alles veranderd, zoals de manier waarop ik werkte, de mensen waarmee ik werkte - alles."

Tijdens een interview met het Amerikaanse tijdschrift Billboard zei Guetta dat hij weg is gebleven bij het geluid van de huidige elektronische dance- en housemuziek op zijn vorige twee albums One Love en Nothing But The Beat. Bij Listen zijn elementen van klassieke muziek, akoestische gitaarmuziek en ballads toegevoegd.
"Ik mis ziel en emotie. Veel elektronische dancemuziek is gebaseerd op productietechnieken die het 'groot' laten overkomen. Ik denk dat zoiets niet genoeg is. Deze nummers (op mijn album Listen) kunnen worden gespeeld door een klassiek orkest, een rockband of een funkband en ze zouden dan geweldig klinken. Het is immers niet zo dat er niks anders is dan de veelgebruikte productietechnieken." 

## Tracklist
| 1.                 | Dangerous (met Sam Martin)                               | 3:23 |
| 2.                 | What I Did for Love (met Emeli Sandé)                    | 3:27 |
| 3.                 | No Money No Love (met Showtek, Elliphant & Ms. Dynamite) | 3:57 |
| 4.                 | Lovers on the Sun (met Sam Martin)                       | 3:23 |
| 5.                 | Goodbye Friend (met The Script)                          | 3:49 |
| 6.                 | Lift Me Up (met Nico & Vinz & Ladysmith Black Mambazo)   | 3:58 |
| 7.                 | Listen (met John Legend)                                 | 3:46 |
| 8.                 | Bang My Head (met Sia)                                   | 3:53 |
| 9.                 | Yesterday (met Bebe Rexha)                               | 4:03 |
| 10.                | Hey Mama (met Nicki Minaj, Bebe Rexha & Afrojack)        | 3:12 |
| 11.                | Sun Goes Down (met Showtek, Magic! & Sonny Wilson)       | 3:31 |
| 12.                | S.T.O.P (met Ryan Tedder)                                | 3:34 |
| 13.                | I'll Keep Loving You (met Birdy & Jaymes Young)          | 3:08 |
| 14.                | The Whisperer (met Sia)                                  | 3:54 |
| Totale duur: 50:58 |                                                          |      |

## Commercieel succes
Op iTunes bereikte het album van David Guetta in 75 landen de nummer-1-positie. Verder is bekend dat Listen in het Verenigd Koninkrijk al een miljoen keer is verkocht en wereldwijd staat het totaal op ruim 2,5 miljoen.